# Casa Grande Woman's Club Building
Le Casa Grande Woman's Club Building est un bâtiment américain à Casa Grande, dans le comté de Pinal, en Arizona. Construit en 1924 dans le style Pueblo Revival, l'édifice est inscrit au Registre national des lieux historiques depuis le 21 mars 1979.